# Mélissa Petit

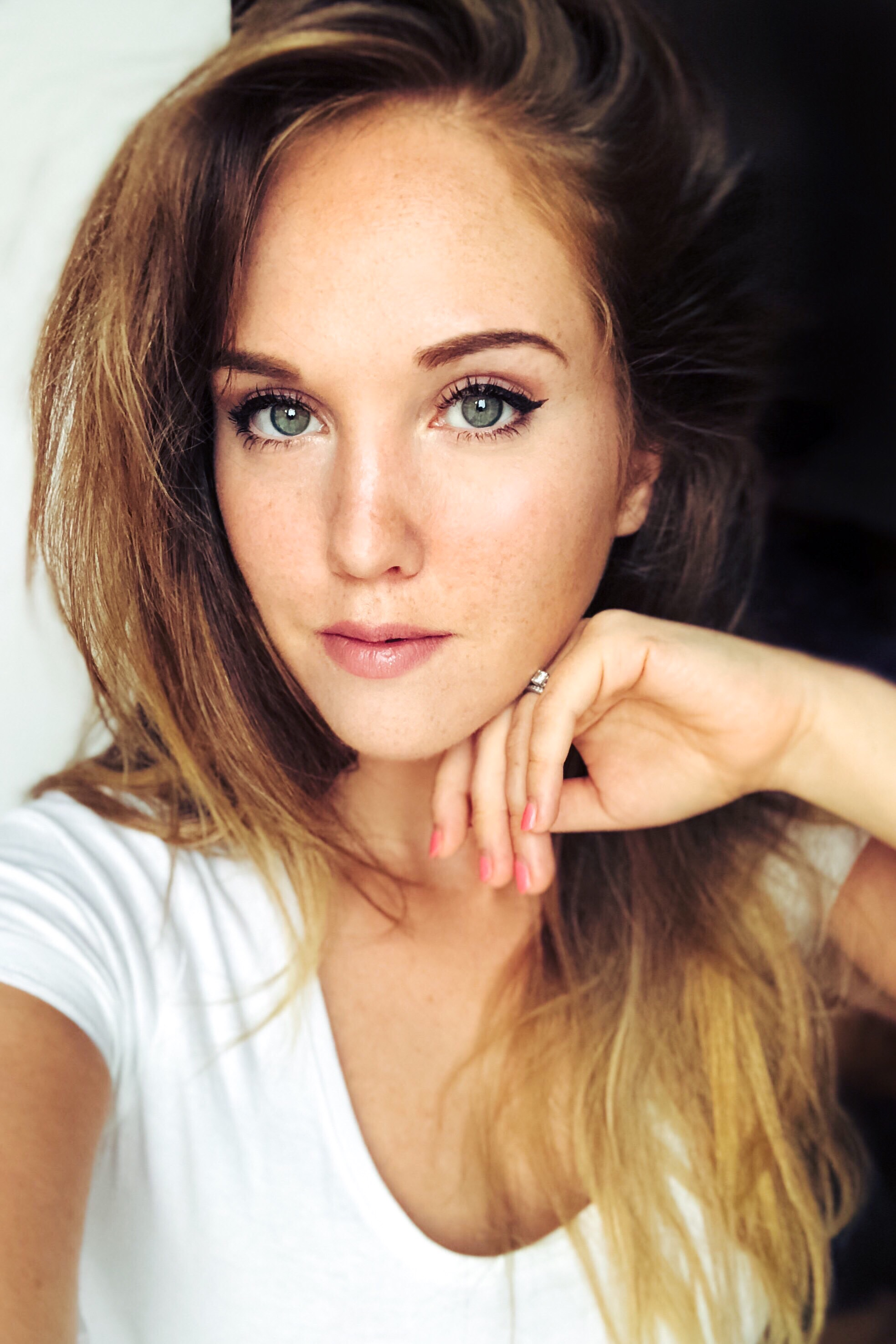
Mélissa Petit (2018)

Mélissa Petit (* 15. Februar 1990 in Saint-Raphaël) ist eine französische Opernsängerin (Sopran).

## Leben und Wirken
Mélissa Petit begann im Alter von 8 Jahren mit dem Klavierspiel und nahm mit 14 Jahren Gesangsunterricht bei Fabienne Chanoyan. Sie trat in das Musikkonservatorium von Saint-Raphaël ein und bestand alle Gesangsprüfungen mit Auszeichnung.
2009 schrieb sie sich an der Universität für Musikwissenschaft Sofia Antipolis in Nizza ein und arbeitete als Solistin mit dem Kammerorchester von Saint-Raphaël.
Von 2010 bis 2013 war sie Mitglied des Internationalen Opernstudios der Hamburgischen Staatsoper.
Im August 2011 trat sie erstmals bei den Innsbrucker Festwochen der Alten Musik in der Rolle des Lombardischen Schutzgeistes und des Regimbert in der Neuproduktion von Telemanns Flavius Bertaridus, König der Longobarden auf.
Zwischen 2010 und 2013 nahm Mélissa Petit an zahlreichen Meisterkursen teil, u. a. mit Francisco Araiza, Cheryl Studer, Siegfried Jerusalem, Roberto Scandiuzzi, Andrzej Dobber und Ann Murray. 2010 war sie auch Stipendiatin der Körber-Stiftung.
Im November 2012 wurde sie von der Hamburgischen Staatsoper ausgewählt, das Internationale Opernstudio beim Wettbewerb Stella Maris an Bord des prestigeträchtigen Kreuzfahrtschiffs MS Europa zu vertreten. Bei diesem Wettbewerb erhielt sie zwei von drei Jurypreisen, darunter ein Vorsingen bei der Deutschen Grammophon und einen Vertrag für ein oder mehrere Konzerte mit der Gesellschaft der Musikfreunde in Wien.
Im September 2013 war sie zu Gast beim deutsch-französischen Fernsehsender arte in der Sendung Stars von morgen, die von dem Tenor Rolando Villazón moderiert wurde.
2014 sang sie die Edilia in der neuen Koproduktion von Händels Almira, Königin von Kastilien an der Hamburgischen Staatsoper und bei den Innsbrucker Festwochen der Alten Musik in Innsbruck unter der Leitung von Alessandro De Marchi. Außerdem gab sie ihr Debüt als Sœur Constance in Poulencs Dialogues des Carmélites in Hamburg unter der Leitung von Simone Young.
2015 arbeitete sie erneut mit arte in der Fernsehsendung „Musik-Entdeckung mit Thomas Hengelbrock“ zusammen.
Nach drei Jahren im Internationalen Opernstudio und zweijähriger freiberuflicher Tätigkeit wurde sie 2015 ins Ensemble des Opernhauses Zürich aufgenommen und sang dort Rollen wie die Sophie in Massenets Werther, die Marzelline in Beethovens Fidelio, das Ännchen in von Webers Der Freischütz und die Créuse in Charpentiers Médée.
Seit 2017 ist Mélissa Petit wieder als freiberufliche Sängerin tätig und konnte in einer Reihe von bedeutenden Partien Erfolge feiern, u. a. als Micaëla in Bizets Carmen und als Gilda in Verdis Rigoletto bei den Bregenzer Festspielen, als Juliette in Gounods Roméo et Juliette im National Centre for the Performing Arts in Peking und an der Deutschen Oper am Rhein in Düsseldorf sowie als Eurydike in der Neuproduktion von Glucks Orfeo ed Euridice an der Opéra Royal de Wallonie in Lüttich, Belgien. An der Pariser Oper gastierte sie als Giannetta in Donizettis L’elisir d’amore und als Papagena in Mozarts Zauberflöte. 2019 war sie in einer Koproduktion des Théâtre des Champs-Élysées und des Opernhauses Zürich als Aricie in Rameaus Hippolyte et Aricie zu hören.
Anfang 2020 wurde Mélissa Petit als Marzelline in der Wiederaufnahme von Beethovens Fidelio an das Opernhaus Zürich eingeladen und sang dieselbe Rolle in der Neuproduktion von Fidelio am Theater an der Wien in Wien, wo sie mit dem zweifachen Oscar-Preisträger Christoph Waltz zusammenarbeitete. Im März 2021 sang sie in Limoges die Anna in einer konzertanten Aufführung von Boieldieus La dame blanche.
Bei den Salzburger Pfingstfestspielen 2021 debütierte Mélissa Petit als Bellezza in Händels Il trionfo del Tempo e del Disinganno und als Servilia in einer konzertanten Aufführung von Monteverdis La clemenza di Tito. Die Servilia hat sie bereits in Zürich und Monte Carlo gesungen.
Auf der Bühne singt sie zahlreiche weitere Rollen wie die Barbarina in Mozarts Le nozze di Figaro, die Najade in Strauss’ Ariadne auf Naxos, die Clorinda in Rossinis La Cenerentola oder die Cleopatra in Matthesons Die unglückselige Cleopatra, Königin von Egypten sowie viele andere.

## Auszeichnungen
- 2009: 1. Preis beim nationalen Opernwettbewerb in Béziers, Frankreich
- 2009: 2. Preis beim Concorso Musica Sacra di Roma in Rom, Italien
- 2012: 1. Preis sowie Prix de l’Opéra national de Bordeaux beim internationalen Wettbewerb Musique au cœur du Médoc in Bordeaux, Frankreich, organisiert von Élizabeth Vidal und André Cognet[5]
- 2013: 3. Preis beim Internationalen Königin-Sonja-Musikwettbewerb in Oslo, Norwegen, in Anwesenheit von Königin Sonja
- 2019: 3. Preis bei der Paris International Opera Competition

## Diskographie
- Beethoven: Fidelio (als Marzelline), Wiener Symphoniker unter Manfred Honeck; Theater an der Wien; Unitel, Blu-ray Disc, 2020
- Verdi: Rigoletto (als Gilda), Wiener Symphoniker unter Enrique Mazzola; Bregenzer Festspiele; Unitel, DVD, 2019
- Massenet: Werther (als Sophie), Philharmonia Zürich unter Cornelius Meister, Kinderchor der Oper Zürich, Chor der Oper Zürich; Opernhaus Zürich; Accentus, DVD/Blu-ray Disc, 2017
- Bach: Weihnachtsoratorium BWV 248 (als Ballett-Version von John Neumeier), Philharmonisches Staatsorchester Hamburg unter Alessandro De Marchi; Major, DVD, 2015

## Rezeption
„[…] Mélissa Petit zeigt denn auch stimmlich mit Brillanz und schauspielerisch mit Elan, wie diese naive Tochter eines Kerkermeisters durch die Verliebtheit aufblüht. […] weil […] Mélissa Petit mit ihrem kristallklaren Sopran und ihrem sprechenden weiblichen Körper so überschwänglich klar machen kann, wie man sich dann fühlt.“

„Mélissa Petit gibt die Marzelline mit fein geführter Stimme und schönem dunklen Klang.“

„Mélissa Petit ist, mit ihrer jugendlich verspielten und doch da wo es nötig ist, ernsthaften Ausstrahlung, eine sehr erfrischende Marzelline. Vielleicht ist es ihre Rolle, an der deutlich wird, dass man vieles sagen, aber Georges Delnon, ein Geschick für Personenführung nicht absprechen kann. Zu Beginn ist sie Papas braves Mädchen. Erst als er die Bühne verlassen hat, tauscht sie die braven Halbschuhe gegen Pumps, bewegt sich hüftschwingend zu ihrer Arie. Auch wenn die Haupthandlung sich im Vordergrund abspielt, versteht es Petit in der Szene, wenn sie überrascht von Pizarro, im Hintergrund ihr Brautkleid anprobiert, Spannung in diesen Moment zu bringen. Ihr glockenheller Sopran, ist voller geworden in den letzten Jahren, ihre Stimme hat die Besonderheit der Wiedererkennbarkeit und sie führt sie, als sei dies spielerisch leicht.“

„Der junge Opernstudio-Star Mélissa Petit aber betört mit anschmiegsam jungmädchenhaftem Sopran, liebreizender Verführungssüße und fabelhaften Stimmfarben. Sie gewinnt ihrer Cleopatra auch interessante darstellerische Facetten ab: Die legendäre Schönheit ist hier mehr die emotional noch unstete Kindfrau als die Strippen ziehende Strategin der Liebe. So singt und spielt sich die junge Französin direkt in die Herzen ihres Publikums.“

„Regimbert, der Sohn von Grimoaldus und Flavia, von Mélissa Petit intensiv gespielt und mit glockenreiner Stimme gesungen.“

## Karitatives Engagement
Seit 2013 ist Mélissa Petit Schirmherrin des Vereins GAEL Espoir Leucémie. Dieser Verein wurde zum Gedenken an den 17-jährigen Gaël gegründet, der am 21. Oktober 2003 nach 15 Monaten wiederholter Krankenhausaufenthalte an Leukämie starb. Ziel des Vereins ist es, sich an der Forschung gegen Leukämie zu beteiligen und leukämiekranke Jugendliche dabei zu unterstützen, einen langfristigen Krankenhausaufenthalt besser zu bewältigen. Da sie nicht mehr in pädiatrischen Einrichtungen aufgenommen werden, profitieren sie nicht mehr von den Initiativen der zahlreichen Verbände im Bereich der Kinderkrankenhäuser.